# Kamienica Rynek-Ratusz 13 we Wrocławiu
Kamienica Rynek-Ratusz 13 zwana również jako "Pod Białym Niedźwiedziem" – zabytkowa kamienica na wrocławskim Rynku, w północnej pierzei tretu tzw. stronie rymarzy lub stronie złotników. 
Większość kamienic znajdujących się w północnej pierzei tretu ma rodowód sięgający XV–XVII wieku. Pierwotnie były to parterowe drewniane kramy, a następnie piętrowe murowane pomieszczenia mieszkalne przylegające do dwukondygnacyjnej murowanej ściany północnej smatruza. Z biegiem kolejnych lat pomieszczenia przekształcono w wielopiętrowe kamienice. Po 1824 roku, kiedy to zlikwidowano smatruzy, właściciele kamienic z tej strony wykupili od miasta za kwotę 21 000 talarów, jej tereny i przedłużyli swoje budynki na południe. Zachowane z tego okresu zabudowania mają cechy architektury późnoklasycystycznej. 
Działania wojenne podczas II wojny światowej częściowo zniszczyły pierzeję północną. Jej odbudowa została opracowana w 1954 roku przez profesora Edmunda Małachowicza w Pracowni Konserwacji Zabytków przy udziale prof. Stanisława Koziczuka, Jadwigi Hawrylak i Stefana Janusza Müllera. 

## Historia kamienicy
Pierwszy budynek miał fasadę w stylu barokowym. Budynek w zbliżonej do obecnej formy powstał około roku 1730; w 1825 był przebudowywany. Była to wówczas pięciokondygnacyjna kamienica, sześcioosiowa o szerokości ok. 10,5 metra. Pomiędzy drugim a trzecim piętrem znajdował się dzielący gzyms. Według Olgierda Czernera fasada na wysokości pięter była podzielona pilastrami na dwie kondygnacje, połączonymi na zasadzie dwóch porządków nastawionych jeden po drugim. Budynek przykryty był mansardowym, czterospadowym dachem z dwukondygnacyjną latarinią w kalenicy. Na parterze, po lewej stronie, znajdowało się przejście przez cały tret oraz schody na pierwsze piętro dawnych Smatruz. W budynku od 1794 roku znajdował się sklep Braci Somme oferujący wyroby jubilerskie. W 1825 roku kamienica była przebudowywana.

## Po 1945
W wyniku działań wojennych w 1945 roku kamienica została doszczętnie zniszczona. Budynek odbudowano ok. 1954 roku według projektu Anny Fus-Zaorskiej jako czterokondygnacyjną kamienicę o czterech oknach na szerokości fasady. Budynek zamknięto jednokondygnacyjnym dachem i dwukondygnacyjnym szczytem z trzema oknami w osi środkowej, zakończonym otwartym tympanonem. Jak utrzymuje prof. Czerner "forma fasady budynku nie ma podstaw w źródłach dotyczących kamienicy".